# Terazije

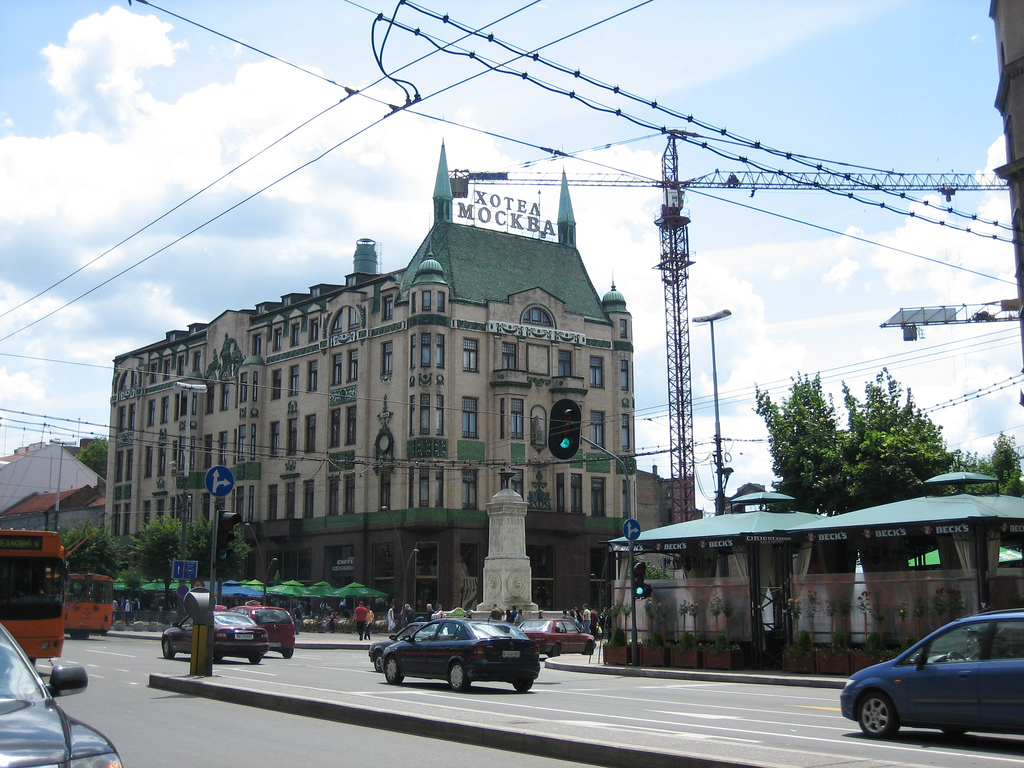
Piazza Terazije

Terazije (in serbo: Теразије) è una piazza centrale e un quartiere della città di Belgrado.

## Ubicazione
La piazza di Terazije è considerata il punto centrale di Belgrado; i numeri civici delle vie della città partono in riferimento ad essa.
La piazza attuale è uno slargo relativamente piccolo collegato all'importante piazza Slavija dalla via Kralja Milana; da Terazije si raggiunge, attraverso la via Prizrenska, il quartiere di Zeleni Venac, mediante piazza Nikola Pašić, il Bulevar Kralja Aleksandra, il più lungo viale di Belgrado, e, attraverso la via Kolarčeva, la Piazza della Repubblica, quello che oggi è il vero centro della città.

## Origine
Il terreno che va dalla Fortezza di Belgrado all'attuale Piazza della Repubblica, in epoca ottomana, era occupato da giardini disseminati di fontane. Per portarevi acqua e per provvedere all'approvvigionamento della città, i turchi realizzarono una complessa struttura idrica lungo la quale, ad intervalli regolari, erano poste alcune torri con la funzione di pompare l'acqua dalle sorgenti di Veliki Mokri Lug alla città fortificata. La piazza di Terazije sorge intorno a una di queste torri (terazi in turco) da cui prende il nome.

## Storia
Dopo che la Serbia ricevette l'autonomia, a Belgrado iniziarono i progetti e i lavori di ammodernamento delle zone già edificate, e di urbanizzazione di vaste aree disabitate.

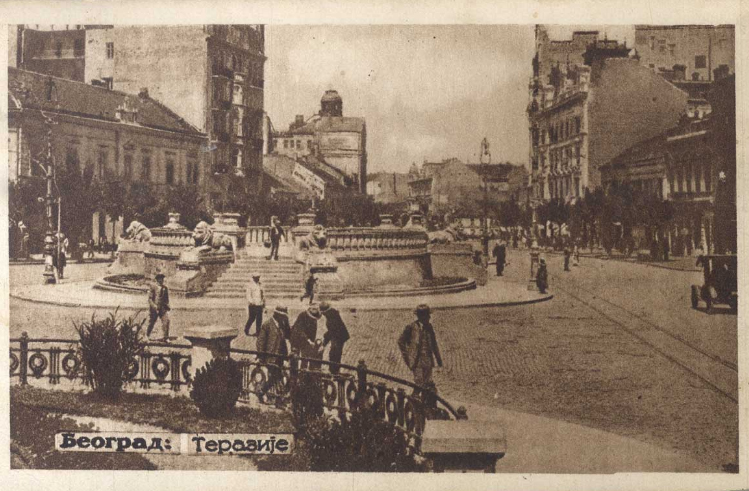
Terazije nel 1925

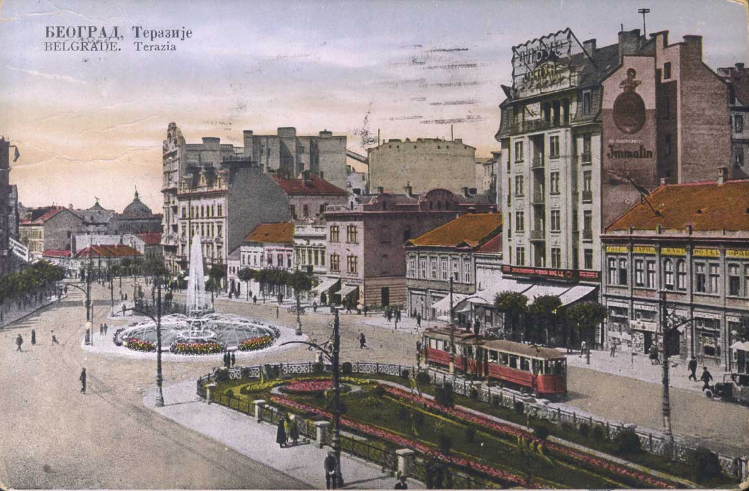
Terazije in una cartolina del 1934

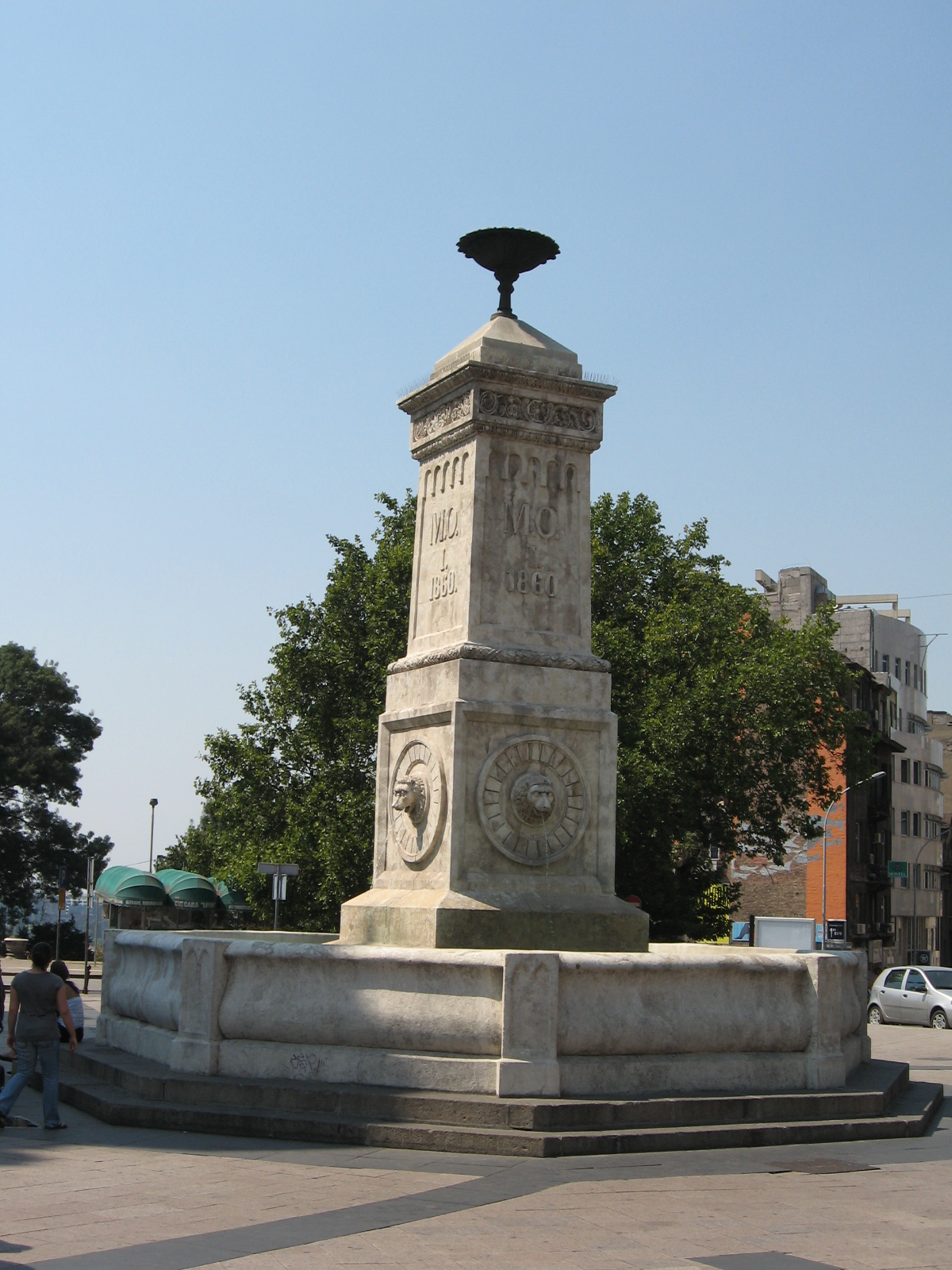
Fontana di Terazije

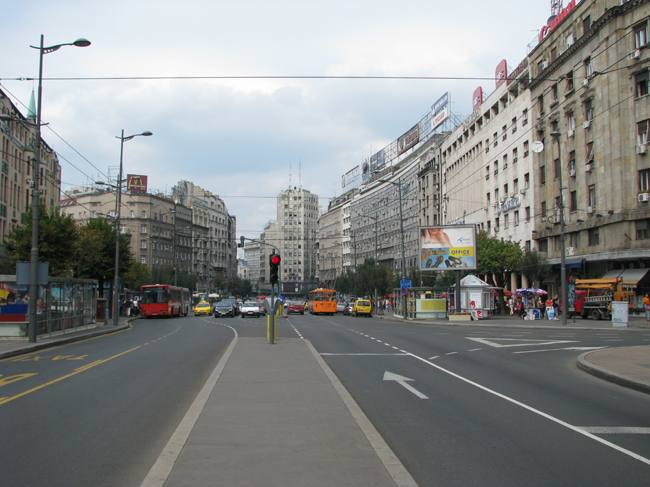
La piazza coi nuovi edifici del 1948

La zona su cui sorge Terazije è una terrazza naturale rivolta verso il corso della Sava. Il principe Miloš Obrenović, tra il 1837 e il 1840, ordinò che gli artigiani serbi abbandonassero le proprie case e le botteghe nella zona abitata anche dai turchi, e si stabilissero nell'area della torre dell'acqua a strapiombo
sul fiume, in prossimità dell'insediamento serbo attorno alla Chiesa di San Michele, quello che poi verrà denominato Kosančićev Venac. Per aggirare la resistenza degli artigiani, il capo della municipalità di Belgrado, Ilija Čarapić, assegnò gratuitamente lotti di terreno a chi avesse voluto trasferirsi: così vi giunsero numerose famiglie, soprattutto di fabbri e calderai.
Nel 1860 la torre fu abbattuta e sostituita da una fontana commemorativa (Terazijska česma) del secondo regno del principe Miloš Obrenović. Gli edifici della zona, in quel periodo erano tutti ad uno o due piani.
Tra la fine del XIX secolo e l'inizio del XX, Terazije assunse il ruolo di centro della vita sociale di Belgrado. Alle botteghe artigiane si sostituirono man mano caffè, ristoranti ed alberghi. Intorno al 1860 fu costruito l'hotel "Kazina" in cui nel 1918 si riunì per un certo tempo l'Assemblea Nazionale; nel 1870 fu eretto l'hotel "Pariz", uno dei più begli alberghi cittadini del tempo, ora scomparso. Nell'antico caffè "Kod zlatnog krsta", nel 1896, fu proiettato il primo film a Belgrado. Nel 1906, fu eretto, sul bordo della collina, di fronte alla fontana commemorativa, l'hotel "Moskva", costruito in stile secessionista, che oggi è il palazzo simbolo dell'area.
Tra il 1911 e il 1912, la piazza su cui si affacciavano questi importanti edifici fu ridisegnata: la fontana fu spostata nel parco Topčider; al centro dell'area furono costruite grandi aiuole, recinatate in ferro battuto e fu inserita una nuova fontana monumentale.
Negli anni '20 del XX secolo, si studiò un progetto di trasformazione della zona in area verde: il pendio compreso tra il corso della Sava e l'hotel "Moskva" avrebbe dovuto ospitare una serie di terrazzamenti digradanti con fiori e fontane, che non fu mai realizzata.

Nel 1929, invece, si prese in considerazione il progetto di Nikola Dobrović che prevedeva la costruzione di due grandi edifici pubblici che ospitassero attività commerciali, sui due lati corti della piazza, e la sistemazione a giardino con grandi vasche dell'area centrale. Anche questo progetto fu però accantonato e solo recentemente è stato preso di nuovo in considerazione per future realizzazioni. Nel 1936, fu costruito l'hotel "Balkan" e nel 1938 il palazzo "Albanija".
Dopo la Seconda guerra mondiale, quella che era la più maestosa e colorata piazza di Belgrado, circondata da un quartiere pieno di vita, fu rovinata dal nuovo piano regolatore del 1948. La piazza fu divisa in due dalla costruzione di due enormi edifici in cemento grigio, le aiuole furono tolte e venne creata, al di là dei nuovi palazzi, nello stile tipico del realismo socialista, la piazza Marx e Engels, oggi Piazza Nikola Pasić.
Nel 1976, la fontana commemorativa fu riportata nel luogo originario, davanti all'hotel Moskva.
Oggi sono in discussione nuovi progetti per ridare lustro alla piazza e a tutto il quartiere. Negli anni novanta  del XX secolo si erano iniziati lavori di riqualificazione, ma i bombardamenti della NATO e la conseguente ricostruzione delle infrastrutture distrutte hanno sottratto i fondi al rinnovamento di Terazije.

## Edifici importanti

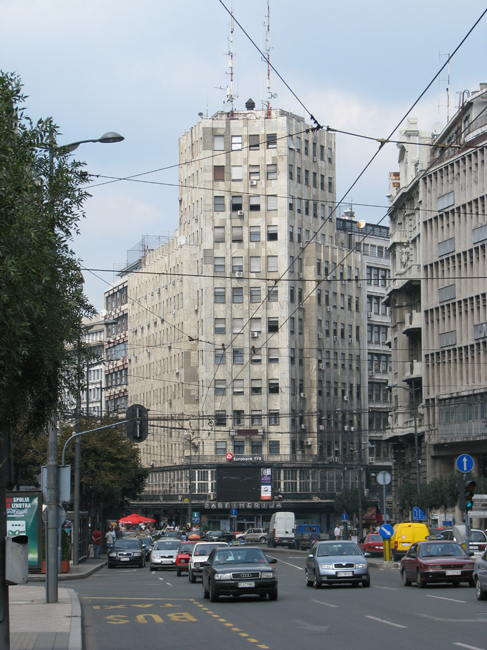
Palazzo Albanija

Il quartiere di Terazije, per la sua posizione centrale, è stata sede di importanti istituzioni cittadine, alcune delle quali, sopravvivono ancor oggi, nonostante le trasformazioni subite dall'area. Alcuni famosi edifici sono:
- Piazza commerciale Bezistan (Безистан): un'area coperta con negozi ricavata in uno degli edifici costruiti nel 1848 e che dividono la piazza Terazije e piazza Nikola Pasić, sul luogo in cui sorgeva l'antico hotel "Pariz". Al centro dell'area c'era una fontana circondata da piccoli giardini. Attualmente è in uno stato di decadenza, ma sono in progetto opere di riqualificazione. Tra le istituzioni presenti nella zona, protetta dalla legge, c'è il cinema "Kozara".[3]
- Palazzo "Albanija" (Палата "Албанија"): costruito nel 1940 da Miladin Prljević e Đorđe Lazarević su progetto di Branko Bon e Milan Grakalić, tra le vie Kneza Mihaila e Kolarčeva. Sorge al posto dell'antica caffetteria (kafana) omonima; è il primo grattacielo realizzato a Belgrado[4], e, coi suoi undici piani, è stato per lungo tempo, il più alto.
- Hotel "Kasina" (Хотел "Касина"): uno degli alberghi più antichi della città. Costruito nel 1860, fu sede di importanti eventi storici e culturali, come le assemblee del Parlamento serbo e le rappresentazioni del Teatro Nazionale. Demolito, fu ricostruito nel 1922.
- Hotel "Moskva" (Хотел "Москва"): l'unica tra le costruzioni originarie della piazza ad essere rimasto in piedi dall'anno della sua costruzione, il 1906. È, forse, il più significativo tra gli edifici di Terazije, con la sua facciata rivestita di ceramiche verdi, ed è certamente quello che più caratterizza il quartiere di cui è il simbolo.
- Teatro a Terazije (Позориште на Теразијама / Pozorište na Terazijama): costruito nel 1949, per ospitare rappresentazioni di canto corale, balletti e concerti d'orchestra. Dopo i primi decenni di popolarità, il teatro cadde man mano in rovina, nonostante ospitasse comunque numerosi spettacoli musicali. Nel 2003 se ne decise la ricostruzione, ed il 6 luglio 2005[5] fu inaugurato. Oggi è il teatro più frequentato di Belgrado e gode di un'enorme popolarità, ospitando performance di artisti da tutto il mondo.